# Johannessen Nunataks
Johannessen Nunataks är nunataker i Antarktis. De ligger i Östantarktis. Nya Zeeland gör anspråk på området.